# Ajyal TV
 (août 2025).
Ajyal TV (« générations ») était une chaîne de télévision pour la jeunesse diffusée en clair et appartenant à la  Elle a été inaugurée à l’occasion de l’Aïd el-Fitr en 2009 et visait un public familial, avec une grille de programmes mêlant divertissement et contenu éducatif. On y retrouvait des dessins animés, des séries en prises de vues réelles produites localement, mais aussi des émissions spéciales lors des fêtes nationales d’Arabie saoudite et durant le mois de Ramadan.

## Historique
Après quelques tests fin juin 2009, la chaîne commence officiellement ses émissions à l’Aïd el-Fitr la même année.
En 2014, Ajyal change son habillage visuel, adoptant une identité plus colorée dominée par l’orange au lieu du rouge. La chaîne cesse d’émettre en 2018, après une décision visant à regrouper ses programmes avec ceux de Saudi 1. Le projet n’ayant jamais abouti, Ajyal disparaît définitivement.

## Émissions originales
Au fil des années, la chaîne a produit plusieurs formats devenus populaires auprès des enfants saoudiens. Parmi eux :
- Les Amis d’Ajyal : l’émission quotidienne phare, diffusée à 17 h (sauf le vendredi et le samedi), mélangeant conseils, jeux et échanges avec les téléspectateurs.
- Week-end en direct : un magazine hebdomadaire proposé chaque samedi matin à 10 h, présenté notamment par Abdul Rahman Al-Zahrani, Ghadeer Al-Balushi, Joanna Talal et Fawaz Al-Qabi.
- À toi de gagner ! : un jeu de défis et de compétitions opposant deux équipes issues du public, présenté par Fawaz Al-Qabi et Ghadeer Al-Balushi.